# باهامو
باهامو (به لاتین: Bahamo) یک زیستگاه انسانی در جمهوری آفریقای مرکزی است که در اوآکا واقع شده‌است.